# Florencia Núñez
Florencia Núñez (Rocha, 21 de febrero de 1991) es una cantante y compositora uruguaya.

## Biografía
Nació en el departamento de Rocha y a los 15 años de edad comenzó a tomar clases de guitarra, canto y teatro. 
A los 18 se mudó a Montevideo donde comenzó a estudiar Licenciatura en Comunicación.
En 2011 graba su primer EP, "Estas canciones no están en ningún disco", el cual se distribuye a través de internet.
Este EP contiene cinco canciones compuestas por ella entre diciembre de 2009 y octubre de 2010.
En 2014 lanza su primer álbum, Mesopotamia, editado por el sello independiente "La Nena Discos". 
Participaron en el disco otros artistas como Martín Buscaglia y Popo Romano.
En septiembre de 2017 publica su segundo disco, Palabra clásica.
El 16 de octubre de 2020 se lanza su tercer álbum, "Porque todas las quiero cantar: Un homenaje a la canción rochense", en formato físico y plataformas digitales.
Este disco incluye seis canciones compuestas por distintos autores rochenses como Julio Víctor González (el Zucará), Enrique Cabrera o Lucio Muniz, re-versionadas e interpretadas por la cantante.
Además, se incluyen seis temas instrumentales, compuestos por Florencia y por Nicolás Molina que forman parte de la banda sonora de la película documental, del mismo nombre que el álbum, que se estrenó el 5 de agosto de 2021.

## Premios y participaciones
En 2015 gana el premio Graffiti a mejor álbum indie (Mesopotamia).
En 2018 obtiene el premio Graffiti a compositor del año por el álbum Palabra clásica, siendo la primera mujer en ganar este premio en la historia de los Graffiti.
En 2019 participó, junto a otros artistas, del tributo a la cantautora uruguaya Amalia de la Vega, en el centenario de su nacimiento, celebrado por el Ministerio de Educación y Cultura de Uruguay.
En 2025 canta en la ceremonia de asunción presidencial de Yamandú Orsi en la Plaza Independencia.

## Discografía

### EP
- 2011: Estas canciones no están en ningún disco

### Sencillos
- 2018:Aa289
- 2020:Siento Que Te Estoy Perdiendo
- 2020:Contigo y en el Palmar
- 2020:En Tu Imagen
- 2021: Nunca Más A Mi Lado con No Te Va Gustar.
- 2022:Tonada Desentonada con Copla Alta.
- 2022:Eu con Camila Masiso y Marilia Lopes.
- 2024:Lo canté
- 2024:Bolero principiante con Laura Canoura.

### Álbumes de estudio
- 2014: Mesopotamia
- 2017: Palabra clásica
- 2020: Porque todas las quiero cantar: Un homenaje a la canción rochense
- 2024: Fe